# 施特雷拉凱特山
46°46′N 9°44′E / 46.77°N 9.73°E

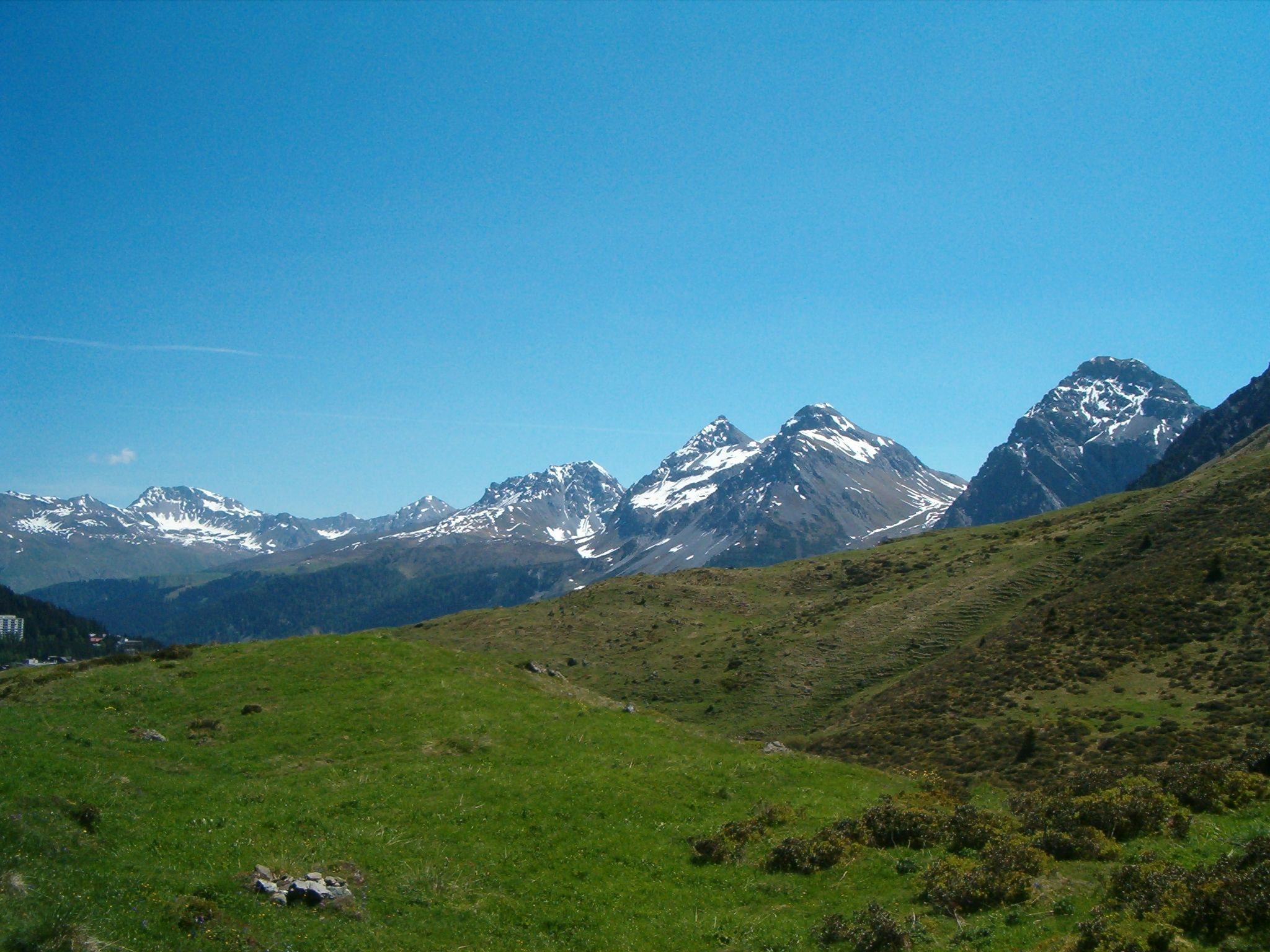

施特雷拉凱特山（Strelakette），是瑞士的山峰，位於該國東南部，由格勞賓登州負責管轄，屬於普萊蘇爾阿爾卑斯山脈的一部分，海拔高度2,810米。